# Simon Phillips
Simon Phillips (Londres, Reino Unido, 6 de febrero de 1957) es un baterista británico y destacado músico de sesión que ha colaborado con músicos y bandas de diversos estilos musicales como heavy metal, rock progresivo y  jazz fusión. Su versatilidad también le permitió ser el sucesor del difunto baterista Jeff Porcaro de la banda Toto, agrupación que integró durante 21 años y que combina diferentes corrientes musicales como rock, pop, funk, blues y jazz. 
Mike Portnoy, uno de los bateristas influenciado por Simon dice (refiriéndose a Space Boogie): "lo que hizo fue sumamente innovador y dentro de su gran catálogo discográfico si tuviera que quedarme con algo que define su sonido es con este tema".
Ha tocado con grandes artistas como: Judas Priest, The Who, Pete Townshend, Toto, Camel, Jeff Beck, Jack Bruce, Brian Eno, Toyah, Mike Oldfield, Trevor Rabin, The Corrs, Gary Moore, Mick Jagger, Ph.D., Mike Rutherford, Phil Manzanera, John Wetton, Asia, Stanley Clarke, Derek Sherinian, Jordan Rudess y Paul Gilbert, entre otros. 
Además se ha desempeñado como compositor, ingeniero musical y arreglista. Usa batería TAMA y platillos Zildjian.

## Discografía

### En solitario
- Protocol (1989)
- Force Majeure (1992)
- Symbiosis (1995)
- Another Lifetime (1997)
- Out of the Blue (2001)
- Vantage Point (2000) (Con Jeff Babko)
- LIVE (2009)
- Protocol II (2013)
- Protocol III (2015)
- Protocol IV (2017)
- Protocol V (2022)

### 801
- 801 Live (1976)

801 fue una banda de rock Inglés experimental que se formó originalmente en 1976 para tres conciertos en vivo

### Gary Moore
- After the War (1989)

Simon Phillips en «Speak for Yourself» y «Blood of Emeralds»

### Gordon Giltrap
- Fear of the Dark (1978)

### Joe Satriani
- The Extremist (1992)

Simon Phillips en «Rubina's Blue Sky Happiness» y «New Blues»

### Jon Anderson
- Song of Seven (1981)
- Animation (1982)

### Judas Priest
- Sin After Sin (1977)

### Jeff Beck
- There and Back (1980)

### David Gilmour
- Live At The Royal Albert Hall London (Colombian Volcano Concert) (1986)

### Duncan Browne
- The Wild Places (1977)
- Streets of Fire (1979)

### Mike Rutherford
- Smallcreep's Day (1980)

### Michael Schenker Group
- The Michael Schenker Group (1980)
- In the Midst of Beauty (2008)
- The 30th Anniversary Concert - Live in Tokyo (2010)
- Temple of Rock (2011)

### Mike Oldfield
- Crises (1983)
- Discovery (1984)
- Islands (1987)
- Heaven's Open (1991)

### The Who
- The Iron Man: The Musical by Pete Townshend (1989)
- Join Together (1990)
- Two Rooms: Celebrating the Songs of Elton John & Bernie Taupin [Track 4] (1991)
- Thirty Years of Maximum R&B [Disc 4, tracks 19 & 21] (1994)
- Greatest Hits Live [Disc 2, tracks 1-5] (2010)

### Big Country
- Buffalo Skinners  (1993)

### Toto
- Absolutely Live (1993)
- Tambu (1995)
- Toto XX (1998)
- Mindfields (1999)
- Livefields (1999)
- Through the Looking Glass (2002)
- Live in Amsterdam (2003)
- Falling in Between (2006)
- Falling in Between Live (2007)
- 35th Anniversary, Live in Poland (2013)

### Derek Sherinian
- Inertia (2001)
- Black Utopia (2003)
- Mythology  (2004)
- Blood of the Snake (2006)
- Oceana (2011)

### Hiromi Uehara
- Voice (2011)
- Move  (2012)
- Álive (2014)
- Spark (2016)